# Cosmorhoe artica
Cosmorhoe artica là một loài bướm đêm trong họ Geometridae.